# Helcanthica spermotoca
Helcanthica spermotoca is een vlinder uit de familie van de grasmineermotten (Elachistidae) die voorkomt op de Maagdeneilanden. De wetenschappelijke naam van de soort is voor het eerst geldig gepubliceerd in 1932 door Meyrick.